# 武俠片
武侠片，又称武侠电影、武侠剧，是中国特有的一种电影、电视剧类型。並衍生功夫片等的片種。

## 发展过程
在电影传入中国后，功夫片成为中国电影的一大特色，是对世界电影的一大贡献，也使武术迈向了新的领域。功夫片，又称武术片、武侠片、武打片等，是以夸张的功夫格斗为特点的影片。至今中国已有多少部功夫片，已难以记数。而古装武侠电视剧，也在中文电视剧中占有相当大的比重。
1928年，明星影片公司开始拍摄的《火烧红莲寺》是中国第一部武侠片，也是中国第一个系列电影，前后共拍了18部。一经推出就获得了巨大好评，随后就有不少跟风之作，将武术片推向了第一个高潮。
黄飞鸿是清末时期中国的武术宗师，香港在五、六十年代起根据他的故事拍摄的黄飞鸿系列电影，共百余部，是世界上以同一题材拍摄最多集的系列电影。而李小龙，则带着他标志性的喊叫、双节棍与凌厉干脆的截拳道，将中国电影领入了全世界人们的视线中。对于许多不了解中国文化的人士来说，了解中国电影就是从看李小龙的电影开始，了解中国武术也是从李小龙开始的。李小龙也因电影成为了世界最著名的中国武术家。虽然李小龙是真正把中国武术引向西方的人，但他的电影并不是第一个国际放映的中国功夫片。第一部在海外正式做商业放映的中国功夫片是1971年邵氏公司出品，郑昌和导演、罗烈主演的《天下第一拳》，该片曾在美国1000家主流影院同时上映，盛况空前，成为1973年全球十大卖座电影之一。李小龙之后，成龙的电影以现代化的背景，轻松幽默的风格，再一次征服了世界观众。
电影《少林寺》80年代也曾在中国乃至世界影坛掀起一股新风格武术电影热潮，并使李连杰这个年轻的武术冠军一举成为国际级影星。于是《少林小子》、《南北少林》、《木棉袈裟》、《武当》、《南拳王》等片一拥而出，掀起了全民尚武的高潮。后来由他扮演，徐克导演的《黄飞鸿》系列，也深入人心。
中国的功夫片，演员多有武术基础，不少都是武术家。如主演黄飞鸿系列最多的关德兴，就是粤剧武生。而后的成龙、李连杰、赵文卓等，都是武术家。劉家良、劉家輝則更是黃飛鴻的傳人。而在拍摄中需要演员真正打斗起来，这样功夫片又催生出了一个新的电影职业——武术指导。武术指导开始只在中国功夫片中出现，后来西方电影在追求更加刺激的打斗过程中，也引入了该职业。

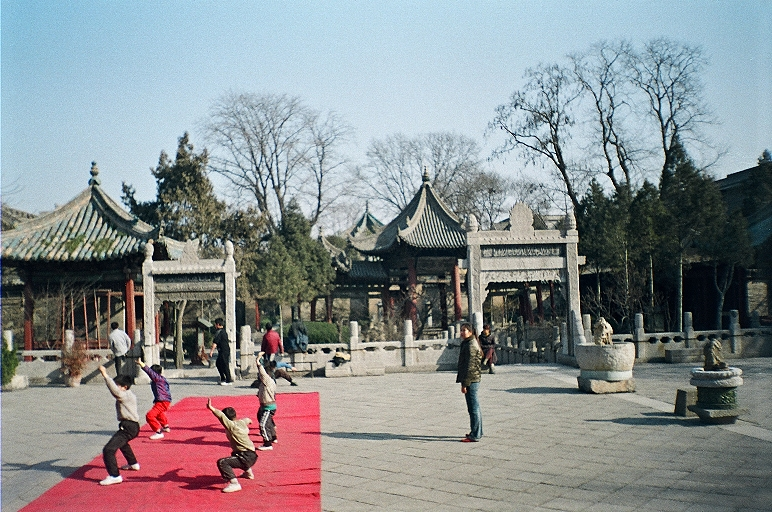
武俠片場

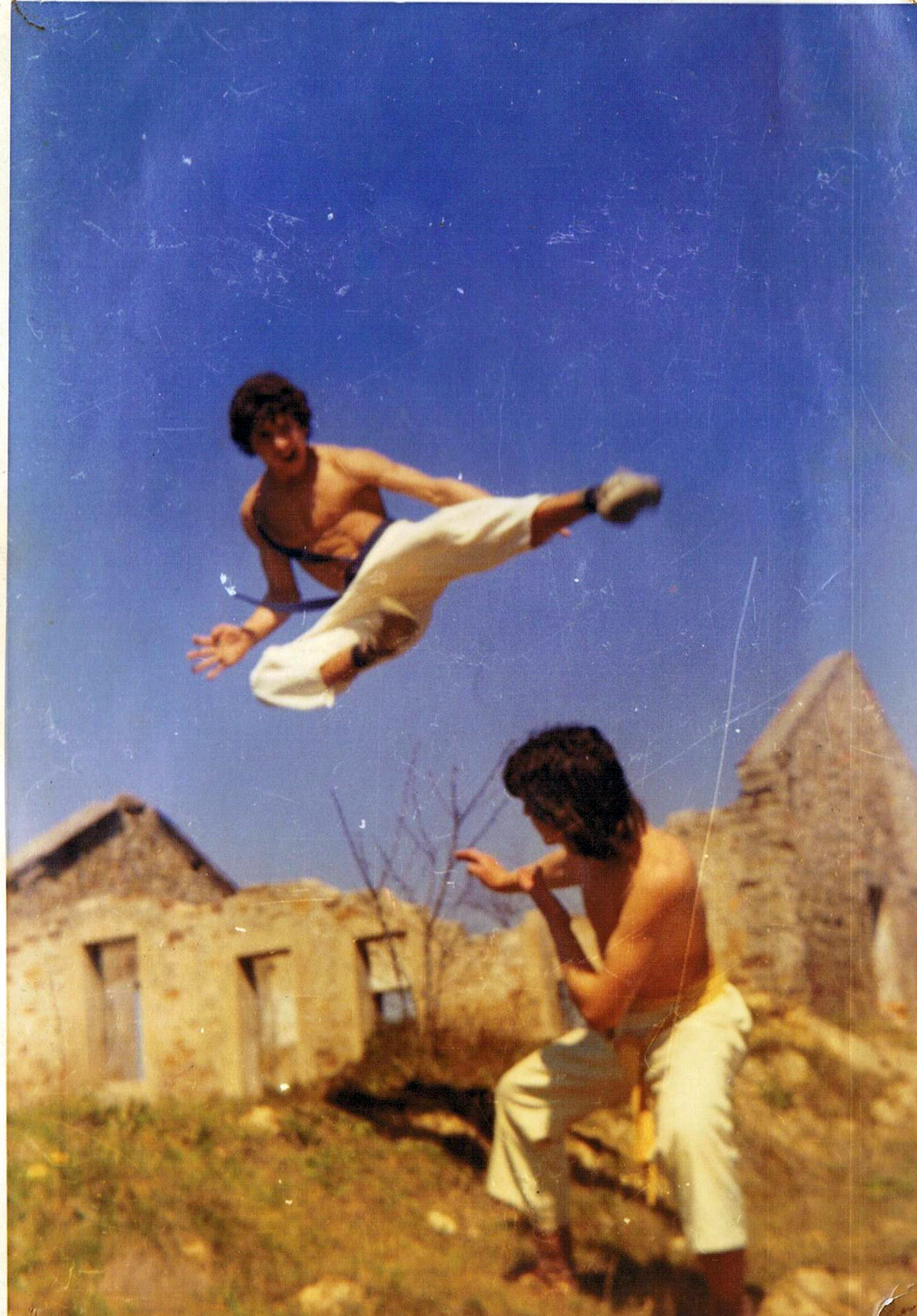
融合西方人演出的武俠片

2001年3月26日，台湾导演李安执导的功夫片《卧虎藏龙》以其清新的画面动作，西式的意识形态，获得了第73届奥斯卡金像奖最佳外语片等四个奖项，是功夫片第一次获此殊荣。由此也引发了中国武侠电影的一次风格转向。在《卧虎藏龙》后，中国许多知名导演争相拍摄武侠片，每次都是班底精良的大制作，邀请亚洲知名演员主演，并积极做商业宣传。此批影片特点是：场面，动作，音乐等优美精细，颇具艺术观赏性；情节，对话等亦避免从前的粗俗，直接，构思方面追求一定的文学效果与内涵。
相对地，功夫片或中式武打，在国际电影界却越来越热。不仅在东方，西方国家也开始拍摄以功夫为卖点的电影，及在电视节目中插入越来越多的武打镜头。最明显的例子是好莱坞电影《駭客任務》（"The Matrix" 又译为《骇客帝国》或《二十二世纪杀人网络》）。影片将科幻题材，电脑特技和中国功夫很好地结合起来，在世界范围内获得了巨大成功。
为了表达对中国功夫片的敬意，香港著名喜剧演员周星驰也运用电脑特技拍摄了《功夫》，并于2004年底上映，广受好评。